# V561 Возничего
V561 Возничего (лат. V561 Aurigae) — одиночная переменная звезда в созвездии Возничего на расстоянии (вычисленном из значения параллакса) приблизительно 5642 световых лет (около 1730 парсеков) от Солнца. Видимая звёздная величина звезды — от +10,8m до +10,6m.

## Характеристики
V561 Возничего — красный гигант, пульсирующая медленная неправильная переменная звезда (LB) спектрального класса M. Радиус — около 61,15 солнечных, светимость — около 400,266 солнечных. Эффективная температура — около 3302 K.